# ダミー (映画)
『ダミー』（Dummy）は、2002年のアメリカ映画。日本劇場未公開。

## ストーリー
失業保険も切れた無職の父親、過保護な母親、婚約も破棄し行き遅れた姉。30歳を前に同窓会の招待状が届いたスティーブンは自分の人生に悩んでいた。そんなときテレビで流れていた腹話術の番組に魅了される。スティーブンはすぐに仕事を辞めエンターテイナーの職を求めて職業安定所へ向かい、そこで担当になったロレーナに惚れしてしまう。彼はその恋心を友人のファンゴラに打ち明けるも事態はあらぬ方向へと進んでいった。

## キャスト
※括弧内は日本語吹替
- スティーブン：エイドリアン・ブロディ（家中宏）
- ファンゴラ：ミラ・ジョヴォヴィッチ
- ヘイディ：イリーナ・ダグラス
- ロレーナ：ヴェラ・ファーミガ
- マイケル：ジャレッド・ハリス
- ルー：ロン・リーブマン